# Chloropsis kinabaluensis
Il fogliarolo del Borneo (Chloropsis kinabaluensis Sharpe, 1887) è un uccello passeriforme della famiglia dei Chloropseidae.

## Descrizione

### Dimensioni
Misura 17-18,5 cm di lunghezza: a differenza delle altre specie di fogliarolo, in questa specie i due sessi presentano solo una lieve differenza di taglia (3-8%).

### Aspetto
Si tratta di uccelli dall'aspetto robusto, muniti di becco conico e allungato, ali arrotondate, coda dall'estremità squadrata e zampe forti.
Il piumaggio presenta dimorfismo sessuale: sebbene in ambedue i sessi la livrea sia infatti dominata dal verde erba, con presenza di una mascherina nera che va dai lati del becco agli occhi e si allarga fino alla bavetta, con presenza di evidenti sfumature azzurre nell'area scapolare e sull'orlo di ali e coda, nel maschio è inoltre presente un mustacchio blu-violetto ai due lati del becco, oltre a diffuse sfumature gialle su testa e petto (attorno alla mascherina nera), del tutto assenti nella femmina, che può però presentare sfumature azzurrine attorno al nero facciale.
In ambedue i sessi gli occhi sono di colore bruno scuro, mentre zampe e becco sono di colore nerastro.

## Biologia
Si tratta di uccelli diurni, tendenzialmente solitari (anche se durante la stagione riproduttiva essi tendano a muoversi in coppie), che abitano la canopia, dove passano la maggior parte della giornata alla ricerca di cibo, talvolta associandosi a stormi misti, in compagnia con altri uccelli dalle abitudini di vita simili.

### Alimentazione
Questi uccelli sono stati osservati nutrirsi di bacche, frutti e libellule, il che lascerebbe intuire che la loro dieta sia onnivora, similmente a quanto osservabile nelle specie congeneri.

### Riproduzione
La riproduzione del fogliarolo del Borneo non è stata ancora osservata: le osservazioni di un tentativo di costruzione del nido e di esemplari in amore durante il mese di novembre, farebbero pensare a una stagione riproduttiva che cade anche durante questo mese, ed in generale ad abitudini riproduttive che non si discostino significativamente per modalità e tempistica da quelle degli altri fogliaroli.

## Distribuzione e habitat
Come intuibile dal nome comune, il fogliarolo del Borneo è endemico del Borneo, del quale popola l'asse montuoso interno centro-settentrionale, a nord fino al monte Kinabalu (come del resto deducibile dal nome scientifico): la specie è inoltre presente nei monti Meratus, nell'estremo sud-est del Kalimantan Meridionale.

Si tratta di uccelli piuttosto mobili, che effettuano spostamenti nell'ambito del proprio areale, principalmente allo scopo di seguire la maturazione dei frutti di cui si nutrono.
L'habitat di questi uccelli è rappresentato dalle foreste di dipterocarpacee collinari e montane.

## Tassonomia
A lungo considerato una sottospecie del fogliarolo aliazzurre, col nome di C. cochinchinensis kinabaluensis, il fogliarolo del Borneo è stato elevato al rango di specie a sé stante in virtù delle differenze di livrea e vocalizzazioni, della distanza genetica e del fatto che nelle aree in cui i range delle due popolazioni si sovrappongono non avviene meticciamento.

Il maschio e la femmina di questi uccelli vennero quasi simultaneamente descritti scientificamente con due nomi diversi, rispettivamente flavocincta e kinabaluensis: tuttavia, fu Sharpe stesso a scegliere il nome attuale per la popolazione una volta chiarito l'equivoco.